# Pseudojuloides
Pseudojuloides là một chi cá biển thuộc họ Cá bàng chài. Các loài trong chi này đều có phạm vi phân bố tập trung ở khu vực Ấn Độ Dương - Thái Bình Dương.

## Từ nguyên
Hậu tố oides trong từ định danh của chi này theo tiếng Latinh có nghĩa là "tương đồng với", hàm ý đề cập đến sự tương đồng về hình thái giữa các loài trong chi này với chi Pseudojulis trước đây (chi Pseudojulis hiện không còn hợp lệ).
Hai loài trước đây thuộc chi Pseudojulis đã được chuyển sang là Pseudojuloides, là P. argyreogaster và P. cerasinus.

## Mô tả chung
Pseudojuloides là chi duy nhất trong họ Cá bàng chài mà các loài có răng cửa giống hình dạng của cái đục. Cơ thể mảnh mai, thuôn dài nên chi này có tên gọi chung là "bàng chài bút chì" hoặc "bàng chài thân mảnh".
Giống như nhiều loài bàng chài khác, cá đực có màu sắc sặc sỡ, bắt mắt hơn cá cái. Ngoại trừ cá cái của P. pluto và P. atavai là có hai màu rõ rệt ở thân trên và dưới, cá cái của hầu hết các loài còn lại có tông màu chính là đỏ và da cam.

## Môi trường sống
Pseudojuloides có xu hướng sống trên nền đáy đá vụn hơn là trên các rạn san hô. Những loài trong chi này bơi khá nhanh.

## Các loài
Có 20 loài được công nhận là hợp lệ trong chi này:
- Pseudojuloides argyreogaster (Günther, 1867)
- Pseudojuloides atavai Randall & Randall, 1981[6]
- Pseudojuloides cerasinus (Snyder, 1904)
- Pseudojuloides crux Tea, Gill & Senou, 2020[7]
- Pseudojuloides edwardi Victor & Randall, 2014[8]
- Pseudojuloides elongatus Ayling & Russell, 1977[7]
- Pseudojuloides erythrops Randall & Randall, 1981[6]
- Pseudojuloides kaleidos Kuiter & Randall, 1995
- Pseudojuloides labyrinthus Victor & Edward, 2016[4]
- Pseudojuloides mesostigma Randall & Randall, 1981[6]
- Pseudojuloides paradiseus Tea, Gill & Senou, 2020[7]
- Pseudojuloides pluto Tea, Greene, Earle & Gill, 2020[2]
- Pseudojuloides polackorum Connell, Victor & Randall, 2015[9]
- Pseudojuloides polynesica Victor, 2017[3]
- Pseudojuloides proserpina Tea, Greene, Earle & Gill, 2020[2]
- Pseudojuloides pyrius Randall & Randall, 1981[6]
- Pseudojuloides severnsi Bellwood & Randall, 2000[10]
- Pseudojuloides splendens Victor, 2017[3]
- Pseudojuloides xanthomos Randall & Randall, 1981[6]
- Pseudojuloides zeus Victor & Edward, 2015[11]